# Феоктист (дромологофет)
Феоктист (ср.-греч. Θεόκτιστος; 20 ноября 855) — византийский государственный деятель, крупный политик, де-факто занимавший пост начальника регентского совета при малолетнем императоре Михаиле III с 842 года до своего убийства и свержения 13 лет спустя.

## Биография

### Ранние годы
В хронике «Продолжатель Феофана» и у арабского историка ат-Табари Феоктист обозначен как евнух. Современные историки обычно соглашаются с этим утверждением, однако известно, что его извечный соперник, брат императрицы Феодоры Варда, обвинял Феоктиста в намерении женится на его сестре, что кажется современным автором несовместимой вещью с его кастрацией. К 820 году он занимал пост при дворе императора Льва V. Не исключено, что он являлся членом императорской гвардии. Феоктист сыграл важную роль в заговоре с целью убийства императора, за что получил значительное вознаграждение от нового властителя Михаила II, который назначил Феоктиста своим патрикием и «секретарём чернильницы», представителем секретной неофициальной должности при дворе. При его сыне и преемнике Феофиле политик продолжал оставаться важным государственным лицом, будучи назначенным на пост магистра оффиций и дромологофета, то есть фактического заведующего иностранными делами Византии. Император очень доверял Феоктисту, о чём, в частности, свидетельствует его завещание с назначением Феоктиста наряду с супругой Феодорой и магистром оффиций Мануилом членом регентского совета при малолетнем императоре Михаиле III.

### Регентство
Когда в 842 году император Феофил скончался, во главе государства встал его четырёхлетний сын Михаил. Главой регентского совета по воле усопшего монарха стала Феодора. Кроме неё важную роль в первые годы играли её братья, дяди малолетнего императора, Варда и Петронас, а также их родственник Сергий Никитиат.